# Liège-Bastogne-Liège 2016
Liège-Bastogne-Liège 2016 była 102. edycją wyścigu, który rozegrany został na dystansie 253 kilometrów. Wyścig rozpoczął się w Liège a zakończył w Ans. Wyścig zaliczany był do cyklu UCI World Tour 2016.

## Uczestnicy
Na starcie wyścigu stanęło 25 ekip. Wśród nich znalazło się wszystkie osiemnaście ekip UCI World Tour 2016 oraz siedem innych zaproszonych przez organizatorów.
| Numery  | Kod | Drużyna             |
| ------- | --- | ------------------- |
| 1-8     | MOV | Movistar Team       |
| 11-18   | EQS | Etixx-Quick Step    |
| 21-28   | KAT | Team Katusha        |
| 31-38   | LAM | Lampre-Merida       |
| 41-48   | TNK | Tinkoff             |
| 51-58   | ALM | Ag2r-La Mondiale    |
| 61-68   | SKY | Team Sky            |
| 71-78   | AST | Pro Team Astana     |
| 81-88   | DDD | Team Dimension Data |
| 91-98   | OGE | Orica-GreenEdge     |
| 101-108 | WGG | Wanty-Groupe Gobert |
| 111-118 | COF | Cofidis             |
| 121-128 | LTS | Lotto Soudal        |

| Numery  | Kod | Drużyna                     |
| ------- | --- | --------------------------- |
| 131-138 | BOA | Bora-Argon 18               |
| 141-148 | IAM | IAM Cycling                 |
| 151-158 | GIA | Team Giant-Alpecin          |
| 161-168 | DEN | Direct Énergie              |
| 171-178 | BMC | BMC Racing Team             |
| 181-188 | CPT | Cannondale Pro Cycling      |
| 191-198 | TFS | Trek-Segafredo              |
| 201-208 | TLJ | Team LottoNL-Jumbo          |
| 211-218 | ROO | Roompot-Oranje Peloton      |
| 221-228 | FDJ | FDJ                         |
| 231-238 | TSV | Topsport Vlaanderen-Baloise |
| 241-248 | FVC | Fortuneo–Vital Concept      |

## Klasyfikacja generalna
| M-ce | Imię i nazwisko    | Kraj       | Drużyna            | Czas       |
| ---- | ------------------ | ---------- | ------------------ | ---------- |
| 1.   | Wout Poels         | Holandia   | Team Sky           | 6h 24' 30” |
| 2.   | Michael Albasini   | Szwajcaria | Orica-GreenEdge    | + 0"       |
| 3.   | Rui Costa          | Portugalia | Lampre-Merida      | + 0"       |
| 4.   | Samuel Sanchez     | Hiszpania  | BMC Racing Team    | + 4"       |
| 5.   | Ilnur Zakarin      | Rosja      | Team Katusha       | + 9"       |
| 6.   | Warren Barguil     | Francja    | Team Giant-Alpecin | + 11"      |
| 7.   | Roman Kreuziger    | Czechy     | Team Tinkoff-Saxo  | + 12"      |
| 8.   | Joaquim Rodríguez  | Hiszpania  | Team Katusha       | + 12"      |
| 9    | Bauke Mollema      | Holandia   | Trek-Segafredo     | + 12"      |
| 10.  | Diego Rosa         | Włochy     | Astana Pro Team    | + 12"      |
|      |                    |            |                    |            |
| 36.  | Michał Kwiatkowski | Polska     | Team Sky           | + 1' 29"   |
| 52.  | Tomasz Marczyński  | Polska     | Lotto Soudal       | + 2' 21"   |
| 83.  | Michał Gołaś       | Polska     | Team Sky           | + 5' 27"   |
| 108. | Paweł Poljański    | Polska     | Tinkoff            | + 8' 42"   |
| 110. | Bartosz Huzarski   | Polska     | Bora-Argon 18      | + 9' 31"   |
| 113. | Rafał Majka        | Polska     | Tinkoff            | + 10' 31"  |